# کریم المحوب
کریم المحوب (انگلیسی: Karim El-Mahouab؛ زادهٔ ۱۸ اکتبر ۱۹۶۶) بازیکن هندبال اهل الجزایر بود.